# Schalk Booysen
Schalk Booysen (Schalk David Booysen; * 22. August 1927 in Pretoria; † 1. Mai 2011 ebenda) war ein südafrikanischer Sprinter und Mittelstreckenläufer.
Bei den British Empire Games 1950 in Auckland wurde er Siebter über 880 Yards und wurde über 440 Yards im Vorlauf disqualifiziert.
1952 erreichte er bei den Olympischen Spielen in Helsinki über 200 m das Viertelfinale und schied über 400 m im Vorlauf aus.

## Persönliche Bestzeiten
- 200 m: 21,4 s, 29. März 1952, Kapstadt
- 440 Yards: 47,5 s, 26. März 1951, Pretoria (entspricht 47,2 s über 400 m)
- 800 m: 1:51,5 min, 16. April 1949, Queenstown